# Gu Yong-jo
Gu Yong-jo (구영조?, Gu Yeong-joLR, Ku Yŏng-joMR; 17 luglio 1955 – marzo 2001) è stato un pugile nordcoreano, vincitore della medaglia d'oro nella categoria dei pesi gallo (fino a 54 chili) alle Olimpiadi del 1976 a Montreal. In finale, ha sconfitto il pugile statunitense Charles Mooney.
Alle Olimpiadi di Mosca 1980, ha gareggiato nella categoria dei pesi piuma e, dopo aver superato il primo turno di diritto, ha perso il suo primo incontro olimpico al secondo turno contro il polacco Krzysztof Kosedowski, poi vincitore della medaglia di bronzo.